# Союз 7K-T
Союз-7K-T — друге покоління космічних кораблів серії «Союз». До цієї серії належать всі пілотовані запуски починаючи з корабля Союз-12 до Союз-40 (1973—1981). Хоча вони ще використовували систему зближення Голка, однак на них не було сонячних батарей. Через це існувало обмеження його польоту близько двох днів.
Модифікована версія цього корабля вперше полетіла під індексом «Союз-13», на якому однак замість системи стиковки розмістили систему астрофізичного спостереження Оріон-2.
Інша модифікація Союза-7K-T/A9 використовувалася для польотів на військові станції серії Алмаз. Відзначалася здатністю дистанційного управління космічною станцією і новою парашутною системою та іншими змінами.

## Історія створення
У другій половині 1969 р. в ЦКБЕМ (колишнє ОКБ-1) розгорнулися роботи зі створення довгострокової орбітальної станції (ДОС). Для доставки на станцію екіпажів потрібний транспортний корабель, і тоді було вирішено створити його на базі 7К-ОК. Цей варіант «Союзу» отримав позначення 7К-Т (транспортний) та індекс 11Ф615А8. Заводська нумерація кораблів 7К-Т була почата з № 31, тому що в цей час ще виготовлялися 7К-ОК і останній з них мав № 21. Перші дві станції ДОС мали льотний ресурс усього лише 90 діб, тому на кожну станцію планувалося виконати по дві експедиції. З цією метою в ЦКБЕМ було розпочато виготовлення кораблів № 31, № 32 для ДОС-1 та № 33, № 34 для ДОС-2.
7К-Т відрізнявся від 7К-ОК головним чином наявністю нового активного стикувального агрегату з внутрішнім люком-лазом, який дозволяв космонавтам переходити на борт орбітальної станції, не виходячи у відкритий космос. Екіпаж корабля 7К-Т, також як і 7К-ОК, складався з трьох космонавтів (без скафандрів). Час автономного польоту корабля становило до 3 діб, а в складі орбітальної станції — до 60 діб. Для запуску 7К-Т використовувалася РН «Союз» (11А511), а з 1975 р. — вдосконалена РН «Союз-У» (11А511У).
7К-Т був створений у найкоротші терміни. На початку 1970 р. був випущений його ескізний проект, а вже через рік корабель стартував у космос. Безпілотні пуски було вирішено не проводити, а відразу почати льотні випробування з екіпажами на борту.

## Експлуатація

### Проміжний етап
19 квітня 1971 на орбіту було виведено першу у світі орбітальна станція ДОС-1, яка спочатку називалася «Зоря», але потім отримала офіційну назву «Салют». 23 квітня 1971 до станції стартував «Союз-10» (№ 31) з першою експедицією, яка повинна була працювати на станції протягом 22-24 діб. «Союз-10» зістикувався з «Салютом», але через ушкодження стикувального агрегату корабля під час стиковки космонавти не змогли перейти на борт орбітальної станції і змушені були повернутися на Землю. 7 травня 1971 за підсумками розбору польоту «Союзу-10» Держкомісія ухвалила рішення виконати, як і планувалося, дві експедиції на ДОС-1. Корабель № 32 вже був готовий до старту, а машину № 33, що призначалася спочатку для ДОС-2, було вирішено терміново готувати до відправки на космодром.
6 червня 1971 стартував «Союз-11» (№ 32), який успішно доставив на станцію її перший екіпаж. У цей час почалася безпосередня підготовка наступної експедиції на ДОС (А. Леонов, Н. Рукавишников, П. Колодін), яка повинна була стартувати 20 липня 1971 на кораблі № 33 (тривалість польоту 25 діб). Однак при посадці «Союзу-11» сталася трагедія. Через нештатного відкриття піроклапана системи дихальної вентиляції СА розгерметизувався, і космонавти Добровольський Георгій Тимофійович, Волков Владислав Миколайович, Пацаєв Віктор Іванович загинули. Старт наступного екіпажу був скасований. Почалося розслідування катастрофи.
За результатами роботи Урядової аварійної комісії було прийнято ряд заходів щодо підвищення заходів безпеки для екіпажу на всіх ділянках польоту. Зокрема, для забезпечення безпеки екіпажу під час динамічних операцій (старт, стикування, розстикування, посадка) було вирішено використовувати модифікований висотний авіаційний скафандр «Сокіл (скафандр)», що отримав назву «Сокіл-К» (космічний). Була також розроблена система для підтримки життєдіяльності космонавтів у скафандрах і введена система наддуву СА в разі його розгерметизації.
Такі суттєві доопрацювання корабля, Що проводилися Протягом року, фактична призвели до Створення Нової модіфікації 7К-Т (у позначенні та індексі Це ніяк НЕ позначені). Після доопрацювання «Союз» ставши двоміснім. І трохи поважчав (на 100 кг), хоч конструктори і боролися зі збільшенням маси корабля (зокрема, булі зняті сонячні батареї, так як акумуляторної батареї вистачало на дводобовий політ до станції).

### Етап перевірки вдосконаленнь
Після катастрофи «Союз-11» залишився корабель № 33, природно, що його вже не можна було запускаті в пілотованому режімі. Тому Його допрацювалі з урахуванням рекомендацій аварійної комісії І переробили в автоматичний корабель. При цьому в його заводському номері додалася літера «А» (автоматичний) — № 33А. Цей корабель був запущений в червні 1972 р. для випробувань в автономному польоті. Після цього було прийнято рішення відновити пілотовані польоти «Союзів» і ДОС «Салют».
Тепер потрібно було щось робити з кораблями, які були виготовлені ще в 1972 р. для ДОС-2, а потім призначалися для ДОС-3. Ресурс зберігання багатьох бортових приладів і пристроїв минав, і вимагалося або запускати кораблі, або їх розбирати, оснащувати новими приладами і проводити заново весь цикл передстартових випробувань. Держкомісія ухвалила рішення запустити всі три кораблі в безпілотному варіанті для проведення повномасштабних випробувань 7К-Т. При цьому самі «старі» машини — № 34 і № 35 були перероблені в автоматичні кораблі і придбали літеру «А»: № 34А та № 35А. Крім того, було вирішено все ж провести один випробувальний автономний політ 7К-Т з екіпажем на борту. Для цього була виділена «свіжа» машина № 37, виготовлена для ДОС-4.
Першим в космос 15 червня 1973 стартував безпілотний корабель № 36 (без переробок), а у вересні 1973 р. — пілотований «Союз-12» (№ 37). Космонавти В. Лазарєв та О. Макаров провели випробування корабля і скафандрів на всіх ділянках польоту (без розгерметизації СА). У листопаді 1973 р. стартував автоматичний 7К-Т № 34А для ресурсних випробувань корабля протягом 60 діб в умовах реального космічного польоту. Дорога до пілотованих польотів знову була відкрита.

### Штатна експлуатація 7К-Т
У грудні 1973 р. на орбіту був виведений «Союз-13» (№ 33) з астрофізичної обсерваторією «Оріон-2». А ось корабель № 35А в космос не потрапив. Він послужив на землі — його використовували для натурних випробувань нової САС за програмою ЕПАС.
26 грудня 1974 була запущена ДОС-4, що отримала назву «Салют-4». Для цієї станції були виготовлені три кораблі — № 38, № 39 і № 40. У січні 1975 р. на станцію стартував перший екіпаж на кораблі «Союз-17» (№ 38). А ось наступний екіпаж (В. Лазарєв та О. Макаров) на «Салют-4» не потрапив. Старт відбувся 5 квітня 1975 р. на кораблі № 39, але на орбіту він не вийшов. Під час включення третьої ступені РН сталася аварія, і корабель, відокремившись від ракети, зробив суборбітальний політ. До речі, це був перший пілотований корабель 7К-Т, запускалися РН «Союз-У» (до цього було декілька випробувальних пусків «Союзу-У» з супутниками і кораблями 7К-ТМ). Аварійна ситуація, в яку потрапили В. Лазарєв та О. Макаров, була достатньо серйозною, але все ж СА благополучно приземлився в гірському районі Алтаю поблизу кордону з Китаєм і Монголією. Через незапланованому режиму спуску космонавти випробували пікову перевантаження в 21g.
24 травня 1975 стартував «Союз-18» (№ 40), який успішно доставив на «Салют-4» другу експедицію (П. Климук та Севастьянов В.). За планом вони повинні були виконати 28-добовий політ. Проте, коли космонавти вже були на орбіті, Держкомісія вирішила продовжити їх політ ще на 35 діб. Таке рішення було ухвалене у зв'язку з тим, що для запуску ще однієї експедиції не було корабля, а ресурси станції не були повністю витрачені (одна-то експедиція зірвалася). Таким чином, П. Климук та Севастьянов В. фактично відлітали за дві експедиції (понад 62 діб). На цьому програма польотів на ДОС-4 була завершена. А в цей час в ЦКБЕМ створювалася нова, ще досконаліша орбітальна станція ДОС-5 з двома стикувальними вузлами.

## Алмазні кораблі

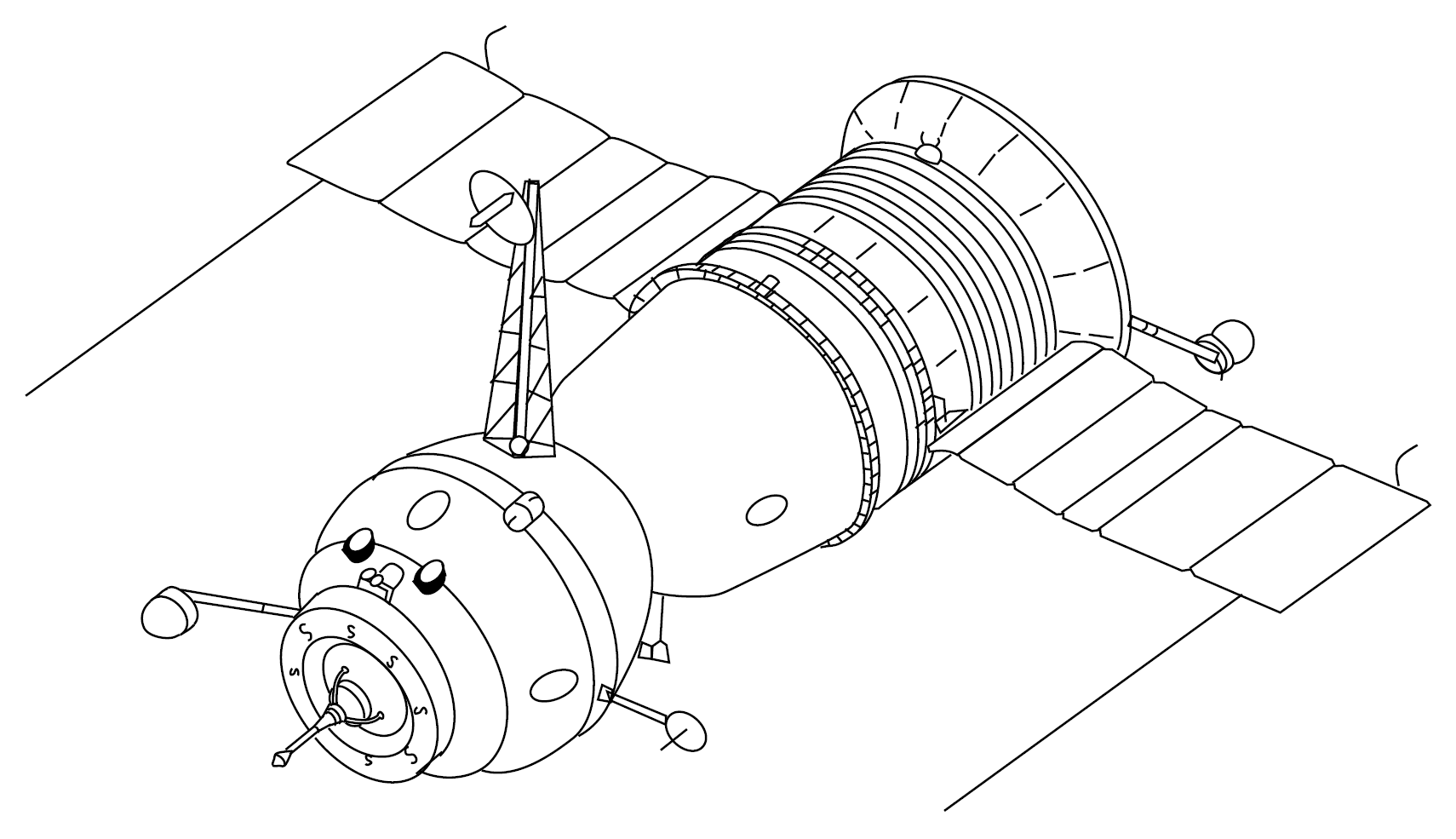
"Союз 7K-T/A9 для 3 космонавтів без скафандрів. Це була оригінальна версія Союз-7К-ОК модернізована для військових космічних станцій серії Алмаз. Гальмівна система та стикувальний вузол дозволяв внутрішній перехід космонавтів з корабля «Союз» на станцію.

Ще в другій половині 1971 р. було прийнято рішення використовувати двомісний 7К-Т як транспортний корабель для доставки екіпажів не тільки на ДОСи, але і на челомеївську орбітальну пілотовану станцію Алмаз військового призначення. На початку 1972 р. в ЦКБЕМ було проведене коректування ескізного проекту 7К-Т під «Алмаз». Так з'явилася ще одна модифікація 7К-Т, яка одержала індекс 11Ф615А9. Основна відмінність даної модифікації від 11Ф615А8 полягало в конструкції антени АТ системи стиковки «Голка». Ця антена перед самою стикуванням з ОПВ відкидалася тому, що дозволяло уникнути зіткнення з сонячними батареями та антенами станції. У рамках льотно-конструкторських випробувань ОПВ «Алмаз» першого етапу планувалося запустити три станції. Передбачалося, що на ОПВ-1 будуть працювати два екіпажі, тому в 1972 р. в ЦКБЕМ почалося виготовлення двох кораблів. Їм присвоїли заводські номери № 61 і № 62 і стали називати машинами 60-ї серії.
У березні 1973 р. на космодромі почалися передстартові роботи з пуску ОПС-1. Наприкінці березня на Байконур прибули екіпажі: П.Поповіч-Ю.Артюхін і Б.Волинов-В.Жолобов. Старт станції був намічений на 3 квітня 1973 Через 10 днів після цього до неї повинен був стартувати екіпаж на кораблі № 61. Однак життя внесло корективи в намічену програму. У цей час на кораблях 7К-Т вводилася вдосконалена парашутна система, і до завершення її випробувань Держкомісія не могла дати дозвіл на старт пілотованого корабля. У той же час ОПС-1 вже була заправлена і перебувала разом з РН на стартовій позиції. Обговоривши ситуацію, що склалася, Держкомісія ухвалила рішення запустити ОПС-1 в намічений термін, а запуск корабля № 61 з екіпажем зробити тоді, коли будуть повністю завершені випробування парашутної системи.
І ця затримка, як показали подальші події, виявилася на щастя. 3 квітня 1973 на орбіту було виведено перший військова орбітальна станція «Алмаз» (за режимом секретності їй присвоїли офіційна назва «Салют-2»), а на чотирнадцятій добу польоту вона раптово розгерметизувалася. Сталося це на «глухих витках», поза зоною видимості наземних засобів зв'язку. Якщо б в цей час на станції перебував екіпаж, то важко уявити, як могли б далі розвиватися події. У будь-якому випадку розгерметизація — це завжди дуже небезпечна ситуація для будь-якого пілотованого космічного апарата.
Отже, ОПС-1 вийшла з ладу. В. Челомей приймає рішення терміново готувати до старту другоу станцію, але роботи по ній затяглися більш ніж на рік. Весь цей час 61-ша машина знаходилася на зберіганні. У підсумку було прийнято рішення запустити її в безпілотному режимі для чергового випробування 7К-Т, а для двох експедицій на ОПВ-2 готувати кораблі № 62 і № 63.
27 травня 1974 в космос стартував безпілотний корабель № 61. Дводобовий політ пройшов нормально. Через місяць, 24 червня 1974 р. на орбіту було виведено ОПВ-2, що отримала назву «Салют-3». Незабаром до неї відправився перший екіпаж на кораблі «Союз-14» (№ 62). Потім на «Союзі-15» (№ 63) послідував другий екіпаж, який повинен був відпрацювати на станції протягом одного місяця. Однак «Союз-15» не зістикувався зі станцією через збій у корабельній системі стиковки «Голка». Корабель тричі на великій швидкості і малій відстані пройшов повз станції, лише дивом не протаранивши її. Екіпаж не зміг вчасно розібратися з нештатної ситуацією — і програма польоту була зірвана. Враховуючи, що другий екіпаж не виконав завдання, на ОПВ-2 можна було відправити ще один екіпаж, але не було готового корабля.
Наступна ОПС-3 «Алмаз» була досконалішою станцією із збільшеним ресурсом, і тому планувалося, що на ній повинні відпрацювати три екіпажі (у 1975 р. в ЦПК почалася підготовка п'яти екіпажів). Для ОПС-3 були замовлені три кораблі (№ 64-66). Приблизно в цей же час в ЦКБЕМ були проведені роботи по збільшенню тривалості польоту корабля 7К-Т у складі орбітальних станцій (ДОС та ВПС) з 60 до 90 діб. Всі наземні випробування та доопрацювання були виконані. Тепер потрібно випробувати корабель в реальних умовах. Для цього вирішили використовувати «алмазівськую» машину № 64, а як компенсацію на ОПС-3 передали корабель № 41 (це була перша машина для ДОС-5).
17 листопада 1975 корабель № 64 був запущений в безпілотному режимі для ресурсних випробувань (терміном 90 діб) у складі ДОС «Салют-4». Так як корабель стикувався до орбітальної станції, то його не стали приховувати і дали йому назву «Союз-20». До цього (за одним винятком — «Союз-2»), усі безпілотні «Союзи» отримували безлике назву «Космос». «Союз-20» відпрацював нормально і підтвердив збільшений ресурс корабля.
22 червня 1976 ОПС-3 вийшла на орбіту і отримала назву «Салют-5». 6 липня 1976 до неї стартував перший екіпаж на кораблі «Союз-21» (№ 41). Космонавти повинні були відпрацювати на станції протягом 60 діб, але екіпаж програму польоту до кінця не виконав і достроково повернувся на Землю. 14 жовтня 1976 на «Союзі-23» (№ 65) на станцію відправився другий екіпаж з відкоригованої програми польоту. Космонавти повинні були реабілітувати станцію — були підозри, що склад її атмосфери вплинув на працездатність першої експедиції. Однак через відмову системи «Голка» стикування не була виконана, і корабель пішов на дострокову посадку. Він приводнився в озеро Тенгіз, в декількох сотнях метрів від берега. Досі це єдиний випадок приводнення вітчизняного пілотованого корабля, не рахуючи вже згаданий безпілотний 7К-ОК № 3.
7 лютого 1977 до ОПВ-3 стартував третій екіпаж на кораблі «Союз-24» (№ 66). Політ пройшов успішно, і в ЦПК почалася безпосередня підготовка двох екіпажів (А.Березовой-М.Лісун і В.Козельский-В.Преображенський) до ще однієї, завершальної експедиції на «Салют-5» (тривалістю приблизно два місяці). Для цього екіпажу терміново будувався додатковий корабель № 67, який був замовлений, швидше за все, після невдалого польоту «Союзу-23». Проте старт корабля № 67 до ОПС-3 не відбувся. Це сталося через те, що корабель просто не встигали зробити до того терміну, коли на станції ще залишався необхідний запас палива для підтримки орбіти і виконання маневрів під час стикування. Дати ж «у борг» інший корабель на «Алмаз» В. Глушко відмовився, так як НВО «Енергія» самому потрібні кораблі для виконання напруженої програми робіт на станції ДОС-5. У результаті четвертий екіпаж на ОПВ-3 так і не полетів, а 67-ма машина перейшла на ДОС-5.

## Польоти по програмі Салют
Польоти планувалося виконати в 1979—1980 рр.., І на цьому експлуатацію «Салюта-6» передбачалося завершити. На наступну станцію — «Салют-7» екіпажі повинні були літати на досконалішому кораблі «Союз T» (7К-СТ), тому виготовлення кораблів 7К-Т припинялося. Останньою замовленої машиною цієї серії був корабель № 56.
Проте другий етап теж пішов не за планом. 25 лютого 1979 стартував «Союз-32» (№ 48) з екіпажем ЕО-3, а 10 квітня 1979 р. — «Союз-33» (№ 49) з радянсько-болгарської експедицією відвідування. Старт був приурочений до Дня космонавтики, але замість свята ледь не трапилася трагедія. Під час зближення «Союзу-33» з «Салютом-6» на кораблі відмовив основний двигун. Склалася вкрай важка ситуація, яка могла призвести до загибелі екіпажу. З пошкодженим двигуном корабель не тільки не міг стикуватися, але й не міг повернутися на Землю. Вся надія залишалася тільки на резервний двигун. На щастя, він не підвів, хоча і відпрацював з недобором тяги і гальмівної імпульс був виданий не повністю. Все ж таки «Союз-33» зійшов з орбіти і здійснив успішну посадку.
Проаналізувавши причини відмови двигуна «Союзу-33», фахівці НВО «Енергія» засумнівалися в надійності двигуна попереднього корабля «Союз-32». У результаті було прийнято рішення відкласти політ наступної експедиції відвідин ЕП-6, а корабель № 50, призначений для радянсько-угорського екіпажу, запустити в безпілотному режимі для повернення на Землю екіпажу ЕО-3. Це і було зроблено. Після стикування зі станцією безпілотного «Союзу-34» (№ 50) члени екіпажу ЕО-3 В. Ляхов і В. Рюмін перенесли в нього свої ложементи, а в СА «Союзу-32» вони завантажили різні прилади і елементи, призначені для доставлення на Землю. 13 червня 1979 «Союз-32» здійснив успішну посадку в безпілотному режимі, причому тривалість польоту корабля склала понад 108 діб (при ресурсі 90 діб). Побоювання фахівців виявилися марними. 19 серпня 1979 на Землю повернувся і екіпаж ЕО-3.
Аварійний політ «Союзу-33» поламав стрункий графік польотів на «Салют-6». За планом належало виконати ще дві основні експедиції і п'ять експедицій відвідування, а кораблів залишилося тільки шість (№ 51-56). Виникло питання — що ж робити?
Було знайдено наступне рішення. Новий графік польотів став виглядати наступним чином. Екіпаж ЕО-4 повинен був стартувати на кораблі № 51 та прийняти три міжнародні експедиції відвідин, що стартують на кораблях № 52, № 53 і № 54. Для останньої, п'ятої основної експедиції було вирішено виділити корабель «Союз T» (7К-СТ). Екіпаж ЕО-5 повинен був прийняти дві ЕП, для запуску яких залишалися дві останні машини 7К-Т — № 55 і № 56.
Цей план і був запроваджений в життя. Всі польоти пройшли успішно, і лише в одному випадку був серйозний відмову. При посадці «Союзу-35» (№ 51) з радянсько-угорським екіпажем (В. Кубасов і Б. Фаркаш) не спрацювали двигуни м'якої посадки. Енергію удару сприйняли амортизатори крісел. Хоча перевантаження під час удару була гранично допустимою (близько 30 одиниць), космонавти не отримали будь-яких ушкоджень. Корабель «Союз» у черговий раз довів свою надійність. На цьому експлуатація станції «Салют-6» і кораблів 7К-Т була завершена.
За десять років (1971—1981 рр..) Було запущено 33 кораблі типу 7К-Т: 4 безпілотних і 29 пілотованих. При цьому корабель № 39 скоїв суборбітальний політ через аварію РН, корабель № 48 виконав посадку без екіпажу, а корабель № 50 стартував у безпілотному режимі.